# Roland Le Dévoluy
L'equip de ciclisme Roland o anteriorment Roland Cogeas Edelweiss Squad o Cogeas - Mettler Pro Cycling Team és el primer equip de ciclisme professional femení suís a unir-se al UCI Women’s WorldTeam, la màxima categoria.

## Classificacions UCI
Aquesta taula mostra la plaça de l'equip a la classificació de la Unió Ciclista Internacional a final de temporada i també la millor ciclista en la classificació individual de cada temporada.
| Rànquing UCI | Rànquing UCI     | Rànquing UCI                | Rànquing UCI |
| Any          | Rànquing d'equip | Millor ciclista al rànquing |              |
| ------------ | ---------------- | --------------------------- | ------------ |
| 2018         | 14è              | Olga Zabelínskaia (27è)     |              |
| 2019         | 14è              | Olga Zabelínskaia (28è)     |              |
| 2020         | 17è              | Diana Klímova (73è)         |              |
| 2021         | 17è              | Amber Neben (75è)           |              |
| 2022         | 18è              | Tamara Dronova (30è)        |              |
| 2023         | 11è              | Claire Steels (37è)         |              |
| 2024         | 17è              | Tamara Dronova (49è)        |              |
|              |                  |                             |              |
| Font: UCI    |                  |                             |              |

La taula següent mostra el rànquing de l'equip a la UCI World Tour femení, així com la seva millor ciclista en el rànquing individual.
| UCI World Tour | UCI World Tour   | UCI World Tour              | UCI World Tour |
| Any            | Rànquing d'equip | Millor ciclista al rànquing |                |
| -------------- | ---------------- | --------------------------- | -------------- |
| 2018           | 20è              | Olga Zabelínskaia (67è)     |                |
| 2019           | 24è              | Olga Zabelínskaia (100è)    |                |
| 2020           | 23è              | Maria Novolodskaia (113è)   |                |
| 2021           | 27è              | Olga Zabelínskaia (128è)    |                |
| 2022           | 14è              | Tamara Dronova (20è)        |                |
| 2023           | 12è              | Claire Steels (35è)         |                |
| 2024           | -                | Tamara Dronova (62è)        |                |
|                |                  |                             |                |
| Font: UCI      |                  |                             |                |

## Composició de l'equip
El director esportiu és Serguei Klímov. El seu adjunt és Loïc Hugentobler. El representant de l'equip a la UCI és Ruben Contreras.
| \| Llista de l'equip 2025 \| Llista de l'equip 2025 \| Llista de l'equip 2025 \| Llista de l'equip 2025 \| \| Ciclista \| Data de naixement \| Equip previ \| \| \| ---------------------------------------- \| ---------------------- \| -------------------------------- \| ---------------------- \| \| Antri Christoforou (1 de gen–22 de juny) \| 2 de abril de 1992 \| Human Powered Health (2023) \| \| \| Morgane Coston \| 28 de desembre de 1990 \| Cofidis (2024) \| \| \| Tamara Dronova \| 13 de agost de 1993 \| \| \| \| Giulia Giuliani \| 5 de juliol de 2002 \| A.S.D. K2 Women Team (2024) \| \| \| Mia Griffin \| 30 de desembre de 1998 \| DAS-Hutchinson-Brother UK (2024) \| \| \| Elena Pirrone \| 21 de febrer de 1999 \| Valcar-Travel & Service (2022) \| \| \| Vittoria Ruffilli \| 3 de abril de 2002 \| A.S.D. K2 Women Team (2024) \| \| \| Kaja Rysz \| 10 de abril de 1999 \| Lifeplus Wahoo (2024) \| \| \| Petra Stiasny \| 10 de setembre de 2001 \| Fenix-Deceuninck (2024) \| \| \| Sylvie Swinkels \| 31 de juliol de 2000 \| Coop-Hitec Products (2023) \| \| \| Giorgia Vettorello \| 6 de juliol de 2000 \| Bepink (2023) \| \| \| \| \| \| \| \| Font: ProCyclingStats \| \| \| \| |                        |                                  |  |
| Llista de l'equip 2025 |                        |                                  |  |
| Ciclista | Data de naixement      | Equip previ                      |  |
| Antri Christoforou (1 de gen–22 de juny) | 2 de abril de 1992     | Human Powered Health (2023)      |  |
| Morgane Coston | 28 de desembre de 1990 | Cofidis (2024)                   |  |
| Tamara Dronova | 13 de agost de 1993    |                                  |  |
| Giulia Giuliani | 5 de juliol de 2002    | A.S.D. K2 Women Team (2024)      |  |
| Mia Griffin | 30 de desembre de 1998 | DAS-Hutchinson-Brother UK (2024) |  |
| Elena Pirrone | 21 de febrer de 1999   | Valcar-Travel & Service (2022)   |  |
| Vittoria Ruffilli | 3 de abril de 2002     | A.S.D. K2 Women Team (2024)      |  |
| Kaja Rysz | 10 de abril de 1999    | Lifeplus Wahoo (2024)            |  |
| Petra Stiasny | 10 de setembre de 2001 | Fenix-Deceuninck (2024)          |  |
| Sylvie Swinkels | 31 de juliol de 2000   | Coop-Hitec Products (2023)       |  |
| Giorgia Vettorello | 6 de juliol de 2000    | Bepink (2023)                    |  |
| |                        |                                  |  |
| Font: ProCyclingStats |                        |                                  |  |

| \| Llista de l'equip 2024 \| Llista de l'equip 2024 \| Llista de l'equip 2024 \| Llista de l'equip 2024 \| \| Ciclista \| Data de naixement \| Equip previ \| \| \| ---------------------- \| ---------------------- \| --------------------------------------------- \| ---------------------- \| \| Antri Christoforou \| 2 de abril de 1992 \| Human Powered Health (2023) \| \| \| Maggie Coles-Lyster \| 12 de febrer de 1999 \| Zaaf Cycling Team (2023) \| \| \| Sofia Collinelli \| 24 de agost de 2001 \| Aromitalia-Basso Bikes-Vaiano (2022) \| \| \| Tamara Dronova \| 13 de agost de 1993 \| \| \| \| Nathalie Eklund \| 28 de maig de 1991 \| Massi Tactic (2022) \| \| \| Natalie Grinczer \| 15 de novembre de 1993 \| Lifeplus Wahoo (2023) \| \| \| Elena Hartmann \| 12 de desembre de 1990 \| Israel-Premier Tech Roland Development (2023) \| \| \| Anna Kiesenhofer \| 14 de febrer de 1991 \| Soltec Team (2022) \| \| \| Nguyễn Thị Thật \| 6 de març de 1993 \| Lotto Soudal Ladies (2020) \| \| \| Elena Pirrone \| 21 de febrer de 1999 \| Valcar-Travel & Service (2022) \| \| \| Sylvie Swinkels \| 31 de juliol de 2000 \| Coop-Hitec Products (2023) \| \| \| Giorgia Vettorello \| 6 de juliol de 2000 \| Bepink (2023) \| \| \| \| \| \| \| \| Font: ProCyclingStats \| \| \| \| |                        |                                               |  |
| Llista de l'equip 2024 |                        |                                               |  |
| Ciclista | Data de naixement      | Equip previ                                   |  |
| Antri Christoforou | 2 de abril de 1992     | Human Powered Health (2023)                   |  |
| Maggie Coles-Lyster | 12 de febrer de 1999   | Zaaf Cycling Team (2023)                      |  |
| Sofia Collinelli | 24 de agost de 2001    | Aromitalia-Basso Bikes-Vaiano (2022)          |  |
| Tamara Dronova | 13 de agost de 1993    |                                               |  |
| Nathalie Eklund | 28 de maig de 1991     | Massi Tactic (2022)                           |  |
| Natalie Grinczer | 15 de novembre de 1993 | Lifeplus Wahoo (2023)                         |  |
| Elena Hartmann | 12 de desembre de 1990 | Israel-Premier Tech Roland Development (2023) |  |
| Anna Kiesenhofer | 14 de febrer de 1991   | Soltec Team (2022)                            |  |
| Nguyễn Thị Thật | 6 de març de 1993      | Lotto Soudal Ladies (2020)                    |  |
| Elena Pirrone | 21 de febrer de 1999   | Valcar-Travel & Service (2022)                |  |
| Sylvie Swinkels | 31 de juliol de 2000   | Coop-Hitec Products (2023)                    |  |
| Giorgia Vettorello | 6 de juliol de 2000    | Bepink (2023)                                 |  |
| |                        |                                               |  |
| Font: ProCyclingStats |                        |                                               |  |

| \| Llista de l'equip 2023 \| Llista de l'equip 2023 \| Llista de l'equip 2023 \| Llista de l'equip 2023 \| \| Ciclista \| Data de naixement \| Equip previ \| \| \| ----------------------------------------- \| ---------------------- \| ------------------------------------ \| ---------------------- \| \| Caroline Baur \| 17 de abril de 1994 \| Instafund Racing (2021) \| \| \| Hannah Buch \| 11 de setembre de 2002 \| \| \| \| Sofia Collinelli \| 24 de agost de 2001 \| Aromitalia-Basso Bikes-Vaiano (2022) \| \| \| Fien Delbaere \| 21 de abril de 1996 \| Multum Accountants (2022) \| \| \| Tamara Dronova \| 13 de agost de 1993 \| \| \| \| Nathalie Eklund \| 28 de maig de 1991 \| Massi Tactic (2022) \| \| \| Mia Griffin \| 30 de desembre de 1998 \| IBCT (2022) \| \| \| Anna Kiesenhofer (31 de gen–31 de des) \| 14 de febrer de 1991 \| Soltec Team (2022) \| \| \| Silvia Magri \| 17 de octubre de 2000 \| Born To Win-G20-Ambedo (2022) \| \| \| Elena Pirrone \| 21 de febrer de 1999 \| Valcar-Travel & Service (2022) \| \| \| Claire Steels \| 9 de novembre de 1986 \| Sopela Women's Team (2022) \| \| \| Nguyễn Thị Thật \| 6 de març de 1993 \| Lotto Soudal Ladies (2020) \| \| \| Lara Vieceli \| 16 de juliol de 1993 \| Ceratizit-WNT Pro Cycling (2022) \| \| \| Elizabeth Stannard (15 de abr–31 de des) \| 27 de maig de 1997 \| Valcar-Travel & Service (2022) \| \| \| Maggie Coles-Lyster (5 de maig–31 de des) \| 12 de febrer de 1999 \| DNA Pro Cycling (2022) \| \| \| Elena Hartmann (1 de juny–31 de des) \| 12 de desembre de 1990 \| \| \| \| Alice Sharpe (1 de juny–31 de des) \| 3 de maig de 1994 \| IBCT (2022) \| \| \| \| \| \| \| \| Font: ProCyclingStats \| \| \| \| |                        |                                      |  |
| Llista de l'equip 2023 |                        |                                      |  |
| Ciclista | Data de naixement      | Equip previ                          |  |
| Caroline Baur | 17 de abril de 1994    | Instafund Racing (2021)              |  |
| Hannah Buch | 11 de setembre de 2002 |                                      |  |
| Sofia Collinelli | 24 de agost de 2001    | Aromitalia-Basso Bikes-Vaiano (2022) |  |
| Fien Delbaere | 21 de abril de 1996    | Multum Accountants (2022)            |  |
| Tamara Dronova | 13 de agost de 1993    |                                      |  |
| Nathalie Eklund | 28 de maig de 1991     | Massi Tactic (2022)                  |  |
| Mia Griffin | 30 de desembre de 1998 | IBCT (2022)                          |  |
| Anna Kiesenhofer (31 de gen–31 de des) | 14 de febrer de 1991   | Soltec Team (2022)                   |  |
| Silvia Magri | 17 de octubre de 2000  | Born To Win-G20-Ambedo (2022)        |  |
| Elena Pirrone | 21 de febrer de 1999   | Valcar-Travel & Service (2022)       |  |
| Claire Steels | 9 de novembre de 1986  | Sopela Women's Team (2022)           |  |
| Nguyễn Thị Thật | 6 de març de 1993      | Lotto Soudal Ladies (2020)           |  |
| Lara Vieceli | 16 de juliol de 1993   | Ceratizit-WNT Pro Cycling (2022)     |  |
| Elizabeth Stannard (15 de abr–31 de des) | 27 de maig de 1997     | Valcar-Travel & Service (2022)       |  |
| Maggie Coles-Lyster (5 de maig–31 de des) | 12 de febrer de 1999   | DNA Pro Cycling (2022)               |  |
| Elena Hartmann (1 de juny–31 de des) | 12 de desembre de 1990 |                                      |  |
| Alice Sharpe (1 de juny–31 de des) | 3 de maig de 1994      | IBCT (2022)                          |  |
| |                        |                                      |  |
| Font: ProCyclingStats |                        |                                      |  |

| \| Llista de l'equip 2022 \| Llista de l'equip 2022 \| Llista de l'equip 2022 \| Llista de l'equip 2022 \| \| Ciclista \| Data de naixement \| Equip previ \| \| \| ------------------------------------- \| ---------------------- \| ---------------------------------------- \| ---------------------- \| \| Caroline Baur \| 17 de abril de 1994 \| Instafund Racing (2021) \| \| \| Hannah Buch \| 11 de setembre de 2002 \| \| \| \| Ines Cantera \| 30 de juliol de 2002 \| Sopela Women's Team (2021) \| \| \| Caroline Chauveau \| 16 de octubre de 2002 \| \| \| \| Tamara Dronova \| 13 de agost de 1993 \| \| \| \| Gulnaz Badikova (13 de abr–1 de juny) \| 21 de abril de 1994 \| \| \| \| Diana Klímova (1 de gen–16 de juny) \| 8 de octubre de 1996 \| Marathon-Tula (2019) \| \| \| Aline Seitz \| 17 de febrer de 1997 \| Rupelcleaning-Champion lubricants (2021) \| \| \| Léa Stern \| 25 de setembre de 2001 \| \| \| \| Petra Stiasny \| 10 de setembre de 2001 \| \| \| \| Olga Zabelínskaia \| 10 de maig de 1980 \| BePink Cogeas (2017) \| \| \| \| \| \| \| \| Font: ProCyclingStats \| \| \| \| |                        |                                          |  |
| Llista de l'equip 2022 |                        |                                          |  |
| Ciclista | Data de naixement      | Equip previ                              |  |
| Caroline Baur | 17 de abril de 1994    | Instafund Racing (2021)                  |  |
| Hannah Buch | 11 de setembre de 2002 |                                          |  |
| Ines Cantera | 30 de juliol de 2002   | Sopela Women's Team (2021)               |  |
| Caroline Chauveau | 16 de octubre de 2002  |                                          |  |
| Tamara Dronova | 13 de agost de 1993    |                                          |  |
| Gulnaz Badikova (13 de abr–1 de juny) | 21 de abril de 1994    |                                          |  |
| Diana Klímova (1 de gen–16 de juny) | 8 de octubre de 1996   | Marathon-Tula (2019)                     |  |
| Aline Seitz | 17 de febrer de 1997   | Rupelcleaning-Champion lubricants (2021) |  |
| Léa Stern | 25 de setembre de 2001 |                                          |  |
| Petra Stiasny | 10 de setembre de 2001 |                                          |  |
| Olga Zabelínskaia | 10 de maig de 1980     | BePink Cogeas (2017)                     |  |
| |                        |                                          |  |
| Font: ProCyclingStats |                        |                                          |  |

| \| Llista de l'equip 2021 \| Llista de l'equip 2021 \| Llista de l'equip 2021 \| Llista de l'equip 2021 \| \| Ciclista \| Data de naixement \| Equip previ \| \| \| ---------------------------------------- \| ---------------------- \| ------------------------------------------------- \| ---------------------- \| \| Victoire Barbe \| 26 de abril de 1999 \| Bio Frais (2017) \| \| \| Hannah Buch \| 11 de setembre de 2002 \| \| \| \| Tamara Dronova \| 13 de agost de 1993 \| \| \| \| Kseniia Duiunova \| 8 de gener de 1997 \| \| \| \| Iulia Galimul·lina (1 de gen–31 de maig) \| 20 de setembre de 2001 \| \| \| \| Aigul Gareeva \| 22 de agost de 2001 \| \| \| \| Gulnaz Badikova \| 21 de abril de 1994 \| \| \| \| Diana Klímova \| 8 de octubre de 1996 \| Marathon-Tula (2019) \| \| \| Veronika Kormos (31 de maig–31 de des) \| 17 de agost de 1992 \| DN 17 Nouvelle-Aquitaine (2018) \| \| \| Thalea Mäder \| 28 de gener de 2002 \| \| \| \| Amber Neben \| 18 de febrer de 1975 \| Virtu Cycling Women (2017) \| \| \| Sari Saarelainen \| 1 de març de 1981 \| Maaslandster International Women's Cycling (2018) \| \| \| Petra Stiasny (15 de març–31 de des) \| 10 de setembre de 2001 \| \| \| \| Marina Uvarova \| 9 de novembre de 2000 \| \| \| \| Olga Zabelínskaia \| 10 de maig de 1980 \| BePink Cogeas (2017) \| \| \| \| \| \| \| \| Font: ProCyclingStats \| \| \| \| |                        |                                                   |  |
| Llista de l'equip 2021 |                        |                                                   |  |
| Ciclista | Data de naixement      | Equip previ                                       |  |
| Victoire Barbe | 26 de abril de 1999    | Bio Frais (2017)                                  |  |
| Hannah Buch | 11 de setembre de 2002 |                                                   |  |
| Tamara Dronova | 13 de agost de 1993    |                                                   |  |
| Kseniia Duiunova | 8 de gener de 1997     |                                                   |  |
| Iulia Galimul·lina (1 de gen–31 de maig) | 20 de setembre de 2001 |                                                   |  |
| Aigul Gareeva | 22 de agost de 2001    |                                                   |  |
| Gulnaz Badikova | 21 de abril de 1994    |                                                   |  |
| Diana Klímova | 8 de octubre de 1996   | Marathon-Tula (2019)                              |  |
| Veronika Kormos (31 de maig–31 de des) | 17 de agost de 1992    | DN 17 Nouvelle-Aquitaine (2018)                   |  |
| Thalea Mäder | 28 de gener de 2002    |                                                   |  |
| Amber Neben | 18 de febrer de 1975   | Virtu Cycling Women (2017)                        |  |
| Sari Saarelainen | 1 de març de 1981      | Maaslandster International Women's Cycling (2018) |  |
| Petra Stiasny (15 de març–31 de des) | 10 de setembre de 2001 |                                                   |  |
| Marina Uvarova | 9 de novembre de 2000  |                                                   |  |
| Olga Zabelínskaia | 10 de maig de 1980     | BePink Cogeas (2017)                              |  |
| |                        |                                                   |  |
| Font: ProCyclingStats |                        |                                                   |  |

| \| Llista de l'equip 2020 \| Llista de l'equip 2020 \| Llista de l'equip 2020 \| Llista de l'equip 2020 \| \| Ciclista \| Data de naixement \| Equip previ \| \| \| ---------------------- \| ---------------------- \| ------------------------------------------------- \| ---------------------- \| \| Victoire Barbe \| 26 de abril de 1999 \| Bio Frais (2017) \| \| \| Marie-Soleil Blais \| 21 de novembre de 1988 \| Astana Women's Team (2019) \| \| \| Annabel Fisher \| 19 de setembre de 1989 \| Bio Frais (2019) \| \| \| Iulia Galimul·lina \| 20 de setembre de 2001 \| \| \| \| Aigul Gareeva \| 22 de agost de 2001 \| \| \| \| Katharina Hechler \| 10 de març de 2000 \| Team Stuttgart (2019) \| \| \| Diana Klímova \| 8 de octubre de 1996 \| Marathon-Tula (2019) \| \| \| Lara Krähemann \| 12 de gener de 1999 \| \| \| \| Daria Malkova \| 16 de novembre de 2000 \| \| \| \| Maria Miliaieva \| 16 de juliol de 2001 \| \| \| \| Amber Neben \| 18 de febrer de 1975 \| Virtu Cycling Women (2017) \| \| \| Maria Novolodskaia \| 28 de juliol de 1999 \| \| \| \| Edwige Pitel \| 4 de juny de 1967 \| SC Michela Fanini (2017) \| \| \| Mia Radotić \| 2 de desembre de 1984 \| BTC City Ljubljana (2019) \| \| \| Noemi Rüegg \| 19 de abril de 2001 \| Akros-Renfer (2018) \| \| \| Alena Rytseva \| 6 de juny de 2000 \| \| \| \| Sari Saarelainen \| 1 de març de 1981 \| Maaslandster International Women's Cycling (2018) \| \| \| Eléa Schneeberger \| 31 de agost de 1998 \| \| \| \| Marina Uvarova \| 9 de novembre de 2000 \| \| \| \| Olga Zabelínskaia \| 10 de maig de 1980 \| BePink Cogeas (2017) \| \| \| \| \| \| \| \| Font: UCI \| \| \| \| |                        |                                                   |  |
| Llista de l'equip 2020 |                        |                                                   |  |
| Ciclista | Data de naixement      | Equip previ                                       |  |
| Victoire Barbe | 26 de abril de 1999    | Bio Frais (2017)                                  |  |
| Marie-Soleil Blais | 21 de novembre de 1988 | Astana Women's Team (2019)                        |  |
| Annabel Fisher | 19 de setembre de 1989 | Bio Frais (2019)                                  |  |
| Iulia Galimul·lina | 20 de setembre de 2001 |                                                   |  |
| Aigul Gareeva | 22 de agost de 2001    |                                                   |  |
| Katharina Hechler | 10 de març de 2000     | Team Stuttgart (2019)                             |  |
| Diana Klímova | 8 de octubre de 1996   | Marathon-Tula (2019)                              |  |
| Lara Krähemann | 12 de gener de 1999    |                                                   |  |
| Daria Malkova | 16 de novembre de 2000 |                                                   |  |
| Maria Miliaieva | 16 de juliol de 2001   |                                                   |  |
| Amber Neben | 18 de febrer de 1975   | Virtu Cycling Women (2017)                        |  |
| Maria Novolodskaia | 28 de juliol de 1999   |                                                   |  |
| Edwige Pitel | 4 de juny de 1967      | SC Michela Fanini (2017)                          |  |
| Mia Radotić | 2 de desembre de 1984  | BTC City Ljubljana (2019)                         |  |
| Noemi Rüegg | 19 de abril de 2001    | Akros-Renfer (2018)                               |  |
| Alena Rytseva | 6 de juny de 2000      |                                                   |  |
| Sari Saarelainen | 1 de març de 1981      | Maaslandster International Women's Cycling (2018) |  |
| Eléa Schneeberger | 31 de agost de 1998    |                                                   |  |
| Marina Uvarova | 9 de novembre de 2000  |                                                   |  |
| Olga Zabelínskaia | 10 de maig de 1980     | BePink Cogeas (2017)                              |  |
| |                        |                                                   |  |
| Font: UCI |                        |                                                   |  |

| \| Llista de l'equip 2019 \| Llista de l'equip 2019 \| Llista de l'equip 2019 \| Llista de l'equip 2019 \| \| Ciclista \| Data de naixement \| Equip previ \| \| \| ---------------------- \| ---------------------- \| ------------------------------------------------- \| ---------------------- \| \| Evgenia Mudraya \| 22 de gener de 1988 \| RusVelo (2013) \| \| \| Gulnaz Badikova \| 21 de abril de 1994 \| \| \| \| Renata Baymetova \| 9 de agost de 1998 \| Alasayl Cycling Team (2018) \| \| \| Antri Christoforou \| 2 de abril de 1992 \| Servetto Giusta (2017) \| \| \| Olga Deyko \| 23 de desembre de 1995 \| \| \| \| Karina Kasenova \| 5 de juny de 1998 \| \| \| \| Alina Khakimova \| 25 de setembre de 1997 \| \| \| \| Ekaterina Knebeleva \| 13 de desembre de 1996 \| Alasayl Cycling Team (2018) \| \| \| Amber Neben \| 18 de febrer de 1975 \| Virtu Cycling Women (2017) \| \| \| Maria Novolodskaia \| 28 de juliol de 1999 \| \| \| \| Elizaveta Oshurkova \| 19 de juny de 1991 \| Servetto Footon (2014) \| \| \| Edwige Pitel \| 4 de juny de 1967 \| SC Michela Fanini (2017) \| \| \| Anastasiia Pliaskina \| 21 de febrer de 1996 \| \| \| \| Sari Saarelainen \| 1 de març de 1981 \| Maaslandster International Women's Cycling (2018) \| \| \| Olga Zabelínskaia \| 10 de maig de 1980 \| BePink Cogeas (2017) \| \| \| \| \| \| \| \| Font: ProCyclingStats \| \| \| \| |                        |                                                   |  |
| Llista de l'equip 2019 |                        |                                                   |  |
| Ciclista | Data de naixement      | Equip previ                                       |  |
| Evgenia Mudraya | 22 de gener de 1988    | RusVelo (2013)                                    |  |
| Gulnaz Badikova | 21 de abril de 1994    |                                                   |  |
| Renata Baymetova | 9 de agost de 1998     | Alasayl Cycling Team (2018)                       |  |
| Antri Christoforou | 2 de abril de 1992     | Servetto Giusta (2017)                            |  |
| Olga Deyko | 23 de desembre de 1995 |                                                   |  |
| Karina Kasenova | 5 de juny de 1998      |                                                   |  |
| Alina Khakimova | 25 de setembre de 1997 |                                                   |  |
| Ekaterina Knebeleva | 13 de desembre de 1996 | Alasayl Cycling Team (2018)                       |  |
| Amber Neben | 18 de febrer de 1975   | Virtu Cycling Women (2017)                        |  |
| Maria Novolodskaia | 28 de juliol de 1999   |                                                   |  |
| Elizaveta Oshurkova | 19 de juny de 1991     | Servetto Footon (2014)                            |  |
| Edwige Pitel | 4 de juny de 1967      | SC Michela Fanini (2017)                          |  |
| Anastasiia Pliaskina | 21 de febrer de 1996   |                                                   |  |
| Sari Saarelainen | 1 de març de 1981      | Maaslandster International Women's Cycling (2018) |  |
| Olga Zabelínskaia | 10 de maig de 1980     | BePink Cogeas (2017)                              |  |
| |                        |                                                   |  |
| Font: ProCyclingStats |                        |                                                   |  |

| \| Llista de l'equip 2018 \| Llista de l'equip 2018 \| Llista de l'equip 2018 \| Llista de l'equip 2018 \| \| Ciclista \| Data de naixement \| Equip previ \| \| \| ----------------------------------------- \| ---------------------- \| ---------------------- \| ---------------------- \| \| Ekaterina Anoshina \| 26 de abril de 1991 \| BePink Cogeas (2017) \| \| \| Ievguénia Augustinas \| 22 de gener de 1988 \| RusVelo (2013) \| \| \| Elise Chabbey \| 24 de abril de 1993 \| \| \| \| Antri Christoforou \| 2 de abril de 1992 \| Servetto Giusta (2017) \| \| \| Karina Kasenova \| 5 de juny de 1998 \| \| \| \| Maria Novolodskaia \| 28 de juliol de 1999 \| \| \| \| Kseniya Tuhai \| 1 de juliol de 1995 \| BePink Cogeas (2017) \| \| \| Olga Zabelínskaia \| 10 de maig de 1980 \| BePink Cogeas (2017) \| \| \| Elizaveta Oshurkova (13 de abr–31 de des) \| 19 de juny de 1991 \| Servetto Footon (2014) \| \| \| Gulnaz Badikova (13 de abr–1 de juny) \| 21 de abril de 1994 \| \| \| \| \| \| \| \| \| Font: ProCyclingStats \| \| \| \| |                      |                        |  |
| Llista de l'equip 2018 |                      |                        |  |
| Ciclista | Data de naixement    | Equip previ            |  |
| Ekaterina Anoshina | 26 de abril de 1991  | BePink Cogeas (2017)   |  |
| Ievguénia Augustinas | 22 de gener de 1988  | RusVelo (2013)         |  |
| Elise Chabbey | 24 de abril de 1993  |                        |  |
| Antri Christoforou | 2 de abril de 1992   | Servetto Giusta (2017) |  |
| Karina Kasenova | 5 de juny de 1998    |                        |  |
| Maria Novolodskaia | 28 de juliol de 1999 |                        |  |
| Kseniya Tuhai | 1 de juliol de 1995  | BePink Cogeas (2017)   |  |
| Olga Zabelínskaia | 10 de maig de 1980   | BePink Cogeas (2017)   |  |
| Elizaveta Oshurkova (13 de abr–31 de des) | 19 de juny de 1991   | Servetto Footon (2014) |  |
| Gulnaz Badikova (13 de abr–1 de juny) | 21 de abril de 1994  |                        |  |
| |                      |                        |  |
| Font: ProCyclingStats |                      |                        |  |